# Đèn thánh Batthyány

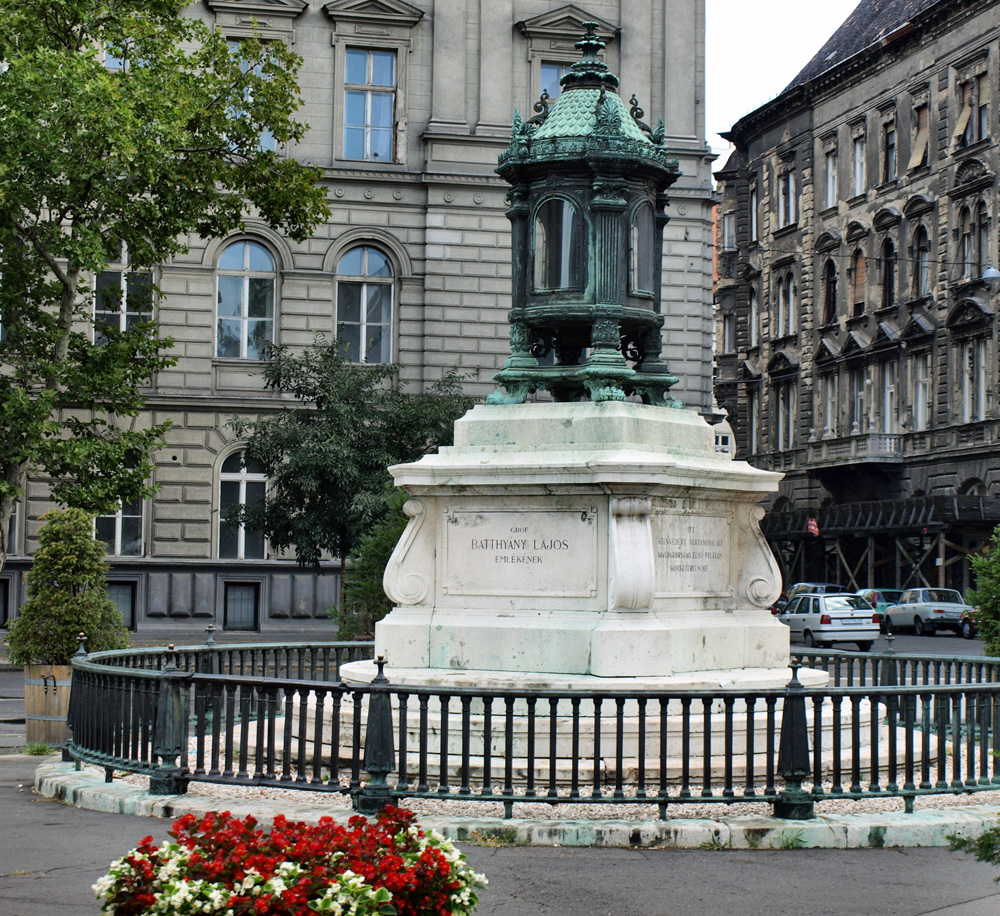
Đèn thánh Batthyány

Đèn thánh Batthyány (tiếng Hungary: Batthyány Lajos-örökmécses) là một di tích quốc gia, được đặt tại nơi giao giữa phố Báthory và phố Hold ở Lipótváros, thủ đô Budapest, Hungary. Ngọn đèn được đặt ngay vị trí mà trước đây là sân của Tòa nhà Mới (nơi Thủ tướng đầu tiên của Hungary là Bá tước Lajos Batthyány (1807–1849) bị hành quyết vào ngày 6 tháng 10 năm 1849).

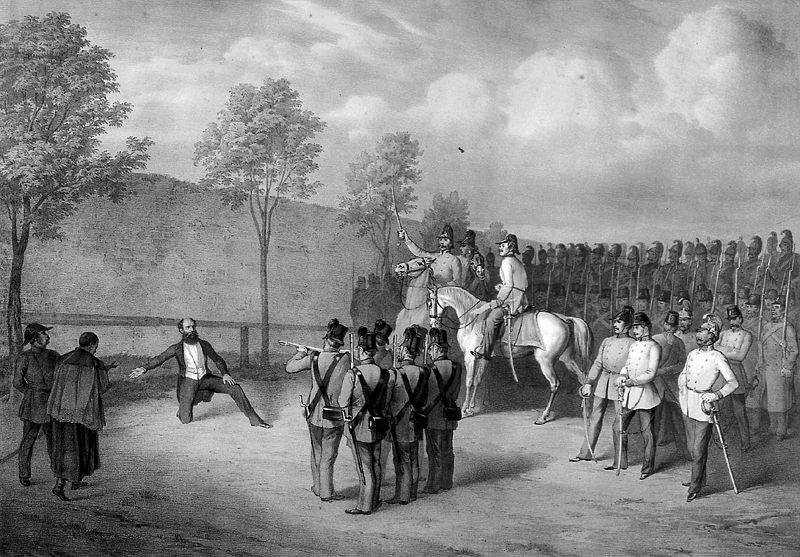
Hành quyết Lajos Batthyány trên sân của Tòa nhà mới

Năm 1905, bản thiết kế của kiến trúc sư Móric Pogány được lựa chọn để khởi công xây dựng. Thiết kế ban đầu cũng tương tự thiết kế hiện tại của của Đèn thánh: một chiếc đèn lồng bằng đồng cao 180 cm, xung quanh là giá đỡ, bên trong có một chiếc đèn thủy tinh màu tím chứa phôi đèn.  Do Chiến tranh thế giới thứ nhất, việc xây dựng đã bị trì hoãn. Buổi lễ khánh thành đèn thánh Batthyány diễn ra vào ngày 6 tháng 10 năm 1926. Trong buổi lễ có sự hiện diện của István Lebó, cựu binh cuối cùng còn sống từng phục vụ trong Cách mạng Hungary năm 1848.
Đài tưởng niệm này cũng là địa điểm diễn ra một số cuộc biểu tình trên đường phố vào các năm 1941, 1943 và 1988.